# Lekkoatletyka na Letnich Igrzyskach Olimpijskich 1908 – maraton
Maraton był jedną z konkurencji lekkoatletycznych na Letnich Igrzyskach Olimpijskich 1908 w Londynie odbyła się w dniu 24 lipca 1908. Udział w zawodach zapowiedziało 75 zawodników, lecz ostatecznie wystartowało 55 zawodników z 16 państw. Wyścig ukończyło 28 zawodników (1 został zdyskwalifikowany) z 11 państw.

## Przygotowania
Na posiedzeniu MKOl w Hadze w maju 1907 roku uzgodniono z Brytyjskim Komitetem Olimpijskim, że w programie igrzysk znajdzie się maraton o długości 25 mil lub 40 kilometrów.
Brytyjski Komitet Olimpijski powierzył zorganizowanie maratonu Stowarzyszeniu Lekkoatletów Amatorów, jednak nie podjęło się tego zadania. Pod koniec 1907 roku swoją ofertę przedstawił Jack Andrew. Start miał się znajdować niedaleko Zamku Windsor, a meta na stadionie miejskim White City Stadium.
W kwietniu 1908 roku zmodyfikowano przebieg trasy tak, aby miała ona około 26 mil + okrążenie stadionu (536 m). Meta miała znajdować się przed lożą królewską. Jednak specjalnie zmodyfikowana loża królewska uniemożliwiła umieszczenie mety tuż przed nią. Metę przeniesiono więc na przeciwną stronę stadionu. Dzięki tym modyfikacjom trasa maratonu wyniosła 42 km 195 m, co później stało się standardem.

### Rekordy
Rekordy świata i olimpijski przed rozegraniem zawodów.
| World Record      | -             | -              | -           | -                |
| Rekord olimpijski | 2:58:50(*)    | Spiridon Luis  | Ateny (GRE) | 10 kwietnia 1896 |
| Rekord olimpijski | 2:51:23,6(**) | Billy Sherring | Ateny (GRE) | 1 maja 1906      |

(*) dystans 40,0 km
(**) dystans 41,86 km

### Wyniki
28 zawodników ukończyło bieg, jednak Dorando Pietri został zdyskwalifikowany po proteście złożonym przez ekipę amerykańską. Amerykanie poskarżyli się na pomoc Pietriemu udzieloną przed metą przez sędziów, dzięki czemu mógł ukończyć wyścig. Jego rezultat był lepszy od czasu zwycięzcy o około pół minuty.
| Miejsce | Zawodnik          | Czas      |
| ------- | ----------------- | --------- |
| 1       | Johnny Hayes      | 2:55:18.4 |
| 2       | Charles Hefferon  | 2:56:06.0 |
| 3       | Joseph Forshaw    | 2:57:10.4 |
| 4       | Alton Welton      | 2:59:44.4 |
| 5       | William Wood      | 3:01:44.0 |
| 6       | Frederick Simpson | 3:04:28.2 |
| 7       | Harry Lawson      | 3:06:47.2 |
| 8       | John Svanberg     | 3:07:50.8 |
| 9       | Lewis Tewanima    | 3:09:15.0 |
| 10      | Kaale Nieminen    | 3:09:50.8 |
| 11      | Jack Caffery      | 3:12:46.0 |
| 12      | William Clarke    | 3:16:08.6 |
| 13      | Ernest Barnes     | 3:17:30.8 |
| 14      | Sidney Hatch      | 3:17:52.4 |
| 15      | Frederick Lord    | 3:19:08.8 |
| 16      | William Goldsbro  | 3:20:07.0 |
| 17      | James Beale       | 3:20:14.0 |
| 18      | Arnošt Nejedlý    | 3:26:26.2 |
| 19      | Georg Lind        | 3:26:38.8 |
| 20      | Willem Wakker     | 3:28:49.0 |
| 21      | Gustaf Törnros    | 3:30:20.8 |
| 22      | George Goulding   | 3:33:26.4 |
| 23      | Julius Jørgensen  | 3:47:44.0 |
| 24      | Arthur Burn       | 3:50:17.0 |
| 25      | Emmerich Rath     | 3:50:30.4 |
| 26      | Rudy Hansen       | 3:53:15.0 |
| 27      | George Lister     | 4:22:45.0 |

| Miejsce | Zawodnik             | Czas |
| ------- | -------------------- | ---- |
| –       | Victor Aitken        | DNF  |
| –       | Fred Appleby         | DNF  |
| –       | Henry Barrett        | DNF  |
| –       | George Blake         | DNF  |
| –       | Umberto Blasi        | DNF  |
| –       | Wilhelmus Braams     | DNF  |
| –       | George Buff          | DNF  |
| –       | François Celis       | DNF  |
| –       | Edward Cotter        | DNF  |
| –       | Alexander Duncan     | DNF  |
| –       | Thomas Jack          | DNF  |
| –       | Nikolaos Kuluberdas  | DNF  |
| –       | Anastasios Kutulakis | DNF  |
| –       | Seth Landqvist       | DNF  |
| –       | Johan Lindqvist      | DNF  |
| –       | Tom Longboat         | DNF  |
| –       | Joseph Lynch         | DNF  |
| –       | James Mitchell-Baker | DNF  |
| –       | Tom Morrissey        | DNF  |
| –       | Frederick Noseworthy | DNF  |
| –       | Jack Price           | DNF  |
| –       | Fritz Reiser         | DNF  |
| –       | Michael Ryan         | DNF  |
| –       | John Tait            | DNF  |
| –       | Frederick Thompson   | DNF  |
| –       | Arie Vosbergen       | DNF  |
| –       | Albert Wyatt         | DNF  |

| Miejsce | Zawodnik          | Czas      |
| ------- | ----------------- | --------- |
| –       | Thure Bergvall    | DNS       |
| –       | Augusto Cocca     | DNS       |
| –       | Felix Kwieton     | DNS       |
| –       | James J. Lee      | DNS       |
| –       | Frederick Lorz    | DNS       |
| –       | Ivar Lundberg     | DNS       |
| –       | Lajos Merényi     | DNS       |
| –       | Alfred Mole       | DNS       |
| –       | Hermann Müller    | DNS       |
| –       | Paul Nettelbeck   | DNS       |
| –       | James W. O’Mara   | DNS       |
| –       | Georg Peterson    | DNS       |
| –       | G. E. Stevens     | DNS       |
| –       | Samuel Stevenson  | DNS       |
| –       | Willem Theunissen | DNS       |
| –       | Alexander Thibeau | DNS       |
| –       | Vincent           | DNS       |
| –       | W. Wood           | DNS       |
| DSQ     | Dorando Pietri    | 2:54:46.4 |

### Po wyścigu
Pietri otrzymał w uznaniu swego osiągnięcia srebrny puchar ofiarowany przez królową Aleksandrę z inicjatywy Arthura Conana Doyle’a.
Heroiczny bieg przyniósł Pietriemu sławę. Pietri otrzymał ofertę udziału w płatnych biegach w Stanach Zjednoczonych. 25 listopada 1908 w Madison Square Garden w Nowym Jorku Pietri zmierzył się z Hayesem i wygrał. Podobnie wygrał z Hayesem 15 marca 1909. Ogółem w Stanach zwyciężył w 17 biegach na 22.